# Lou Pouèmo dóu Rose
Pour les articles homonymes, voir Poème du Rhône.
Lou Pouèmo dóu Rose (titre original, en provençal et en graphie mistralienne ; Lo Poèma dau Ròse en gaphie classique normalisée ; Le Poème du Rhône en français) est un recueil de poésie du félibre Frédéric Mistral paru en 1897. C'est une fresque poétique, typique de la littérature occitane depuis le Haut Moyen Âge.

## Présentation
Lou Pouèmo dóu Rose est le dernier ouvrage de Frédéric Mistral.
Composé de douze chants, ce poème évoque le voyage des bateliers de Condrieu, sur des bateaux descendant le Rhône depuis Lyon jusqu'à la foire de Beaucaire : une fresque où l'on découvre la batellerie ancienne, avec ses us et coutumes et ses croyances, mêlant christianisme et paganisme antique.
Au cours du voyage se noue un amour passionné entre le prince Guilhem d'Orange et une jeune sauvageonne chercheuse d'or, l'Anglore.
C'est donc à la fois l’histoire de la Provence mais aussi la vie humble et les amours du petit peuple provençal.
C'est l'auteur même qui écrit la traduction en français, dans la première édition.

## Éditions
De nombreuses éditions du « Poème » ont été imprimées depuis la fin du XIXe siècle :
- Le poème du Rhône en XII chants, éd. A. Lemerre, Paris, 1897, 345 p.; texte provençal et traduction française.
- Le poème du Rhône, éd. A. Lemerre, Paris, 1909, 351 p.; texte provençal et traduction française.
- Le poème du Rhône en douze chants, éd. R. Kieffer, Paris, 1922, 145 p.; texte provençal et traduction française. Pierre-Louis Moreau (1876-1960) illustra cette édition[1].
- Lou Pouèmo dóu Rose, éd. Alphonse Lemerre, 1942[4]; texte provençal et traduction française.
- Le poème du Rhône, éd. M. Petit, Paris, 1981, 387 p.; texte provençal et traduction française.
- Lou pouèmo dơu rose, extrait de Le isole d'oro, Ed. scientifiche italiane, 1987, pp.235-265; texte provençal et italien en regard
- Le poème du Rhône, éd. Aralia, 1997, 340 p.; texte provençal et traduction française.
- Lou pouèmo dou Rose, éd. Princi neguer, 2000, 175 p.;  Texte provençal, transcription en orthographe occitane moderne et trad. française en regard.
- Lou pouèmo dóu Rose, édition des régionalismes, 2014, 236 p.; Texte provençal.
- Lou pouèmo dóu Rose, éd. A l'asard Bautezar !, 2015, 396 p.; Texte provençal.
- Le poème du Rhône, éd. Acte Sud, 2016, 290 p.; Texte provençal et trad. française en regard.